# Laelia marginata
Laelia marginata es una especie de planta epifita que pertenece a la familia de las orchidaceae. Es originaria de América.

Ilustración

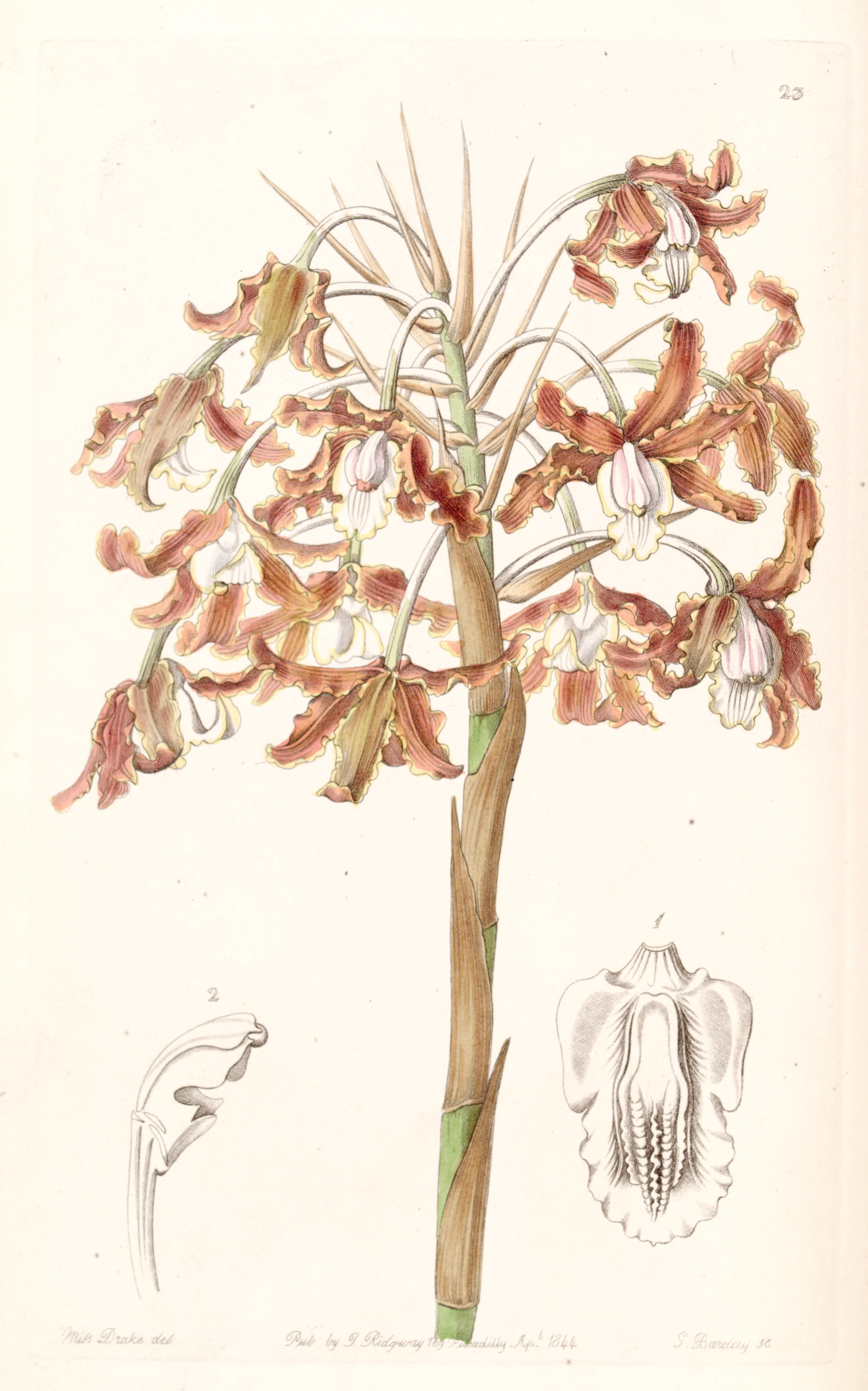
Ilustración

## Descripción
Es una orquídea de tamaño grande, con hábitos de epifita pseudobulbos clavado-fusiforme, comprimido,  en ángulo y sulcados que están envueltos en la juventud por varias vainas membranosas agudas y que llevan 2 hojas apicales, rígidas, coriáceas, erecto-patentes, apicalmente recurvadas, oblongas, cuneadas y ligeramente cóncavas por debajo en la base- Florece en el verano en una inflorescencia racemosa a sub-umbelada, con muchas flores, que miode 60 a 110 cm de largo, robusta y cilíndrica.

## Distribución y hábitat
Se encuentra desde Colombia, Venezuela, Guyana, Surinam y el norte de Brasil en elevaciones más bajas.  

## Taxonomía
Laelia marginata fue descrita por (Lindl.) L.O.Williams y publicado en Darwiniana 5: 76. 1941
Etimología
Laelia: nombre genérico que ha sido nombrado por "Laelia", una de las vírgenes vestales, o por el nombre romano de "Laelius", perteneciente a una antigua familia romana.
marginata: epíteto latíno que significa "marginada".
Sinonimia
- Bletia crispina (Lindl.) Rchb.f.
- Bletia marginata (Lindl.) Rchb.f.
- Cattleya crispa (Lindl.) Beer
- Cattleya marginata (Lindl.) Beer
- Schomburgkia crispa Lindl.
- Schomburgkia marginata Lindl.[4][5]